# Sarah Waters
Sarah Waters, född 21 juli 1966 i Neyland, Pembrokeshire i Wales, är en brittisk författare, mest känd för den uppmärksammade debutromanen Kyssa sammet (Tipping the Velvet, 1998). Den, liksom de två närmast följande romanerna, är en pastisch på viktoriansk litteratur. Kärlekshistorierna är dock inte typiskt viktorianska utan ofta lesbiska. Flera av hennes romaner har filmatiserats till miniserier eller TV-filmer; Kyssa sammet (2002), Ficktjuven (2005), Livstråden (2008) och Nattvakten (2011). Kyssa sammet har även satts upp som teaterpjäs 2015.

## Priser och utmärkelser
- Betty Trask Award 1999 för Tipping the Velvet
- 1999 New York Times Notable Book of the Year Award, för Tipping the Velvet
- 1999 Lambda Literary Award, Lesbian Fiction för Tipping the Velvet
- 2000 Lambda Literary Award, Lesbian Fiction för Affinity
- 2002 Lambda Literary Award, Lesbian Fiction för Fingersmith
- The Ellis Peters Historical Dagger 2002 för Fingersmith
- 2007 Lambda Literary Award, Lesbian Fiction för The Night Watch